# Chonos-Archipel
Der Chonos-Archipel (spanisch Archipiélago de los Chonos) ist eine Inselgruppe im Süden von Chile in der Región de Aysén. Der Archipel ist nach dem ausgestorbenen Volk der Chono benannt.

## Geographie

Passage durch den Darwin-Kanal mit Blick auf die Isla Isquiliac, Aufnahme aus dem Jahr 1916

Der Chonos-Archipel beginnt rund 100 Kilometer südlich der großen Insel Chiloé und endet im Bereich der Halbinsel Taitao. Der Archipel besteht aus mehr als tausend Inseln, von denen einige eine beachtliche Größe besitzen (z. B. die Isla Rivero, die Isla Melchor, die Isla Benjamín, die Isla James oder die Isla Traiguén). Der tiefe Moraleda-Kanal trennt die Inselgruppe vom Festland sowie von der vom Festland umschlossenen Magdaleneninsel und von der unmittelbar dem Festland vorgelagerten Inselgruppe Las Huichas (deren Hauptinsel ebenfalls Las Huichas heißt) gegenüber der Isla Melchor. Diese jenseits des Kanals liegenden Inseln zählen ebenso wie die Halbinsel Taitao geographisch nicht mehr zum Chonos-Archipel. Einige Inseln werden zu Untergruppen zusammengefasst. So bilden die nördlichsten Inseln des Archipels den Subarchipel der Guaitecas-Inseln. Alle Inseln des Archipels sind gebirgig, oft sehr steil und unwegsam. Das Klima ist rau und sehr regenreich.

## Verkehrswege, Umgebung, Sehenswürdigkeiten

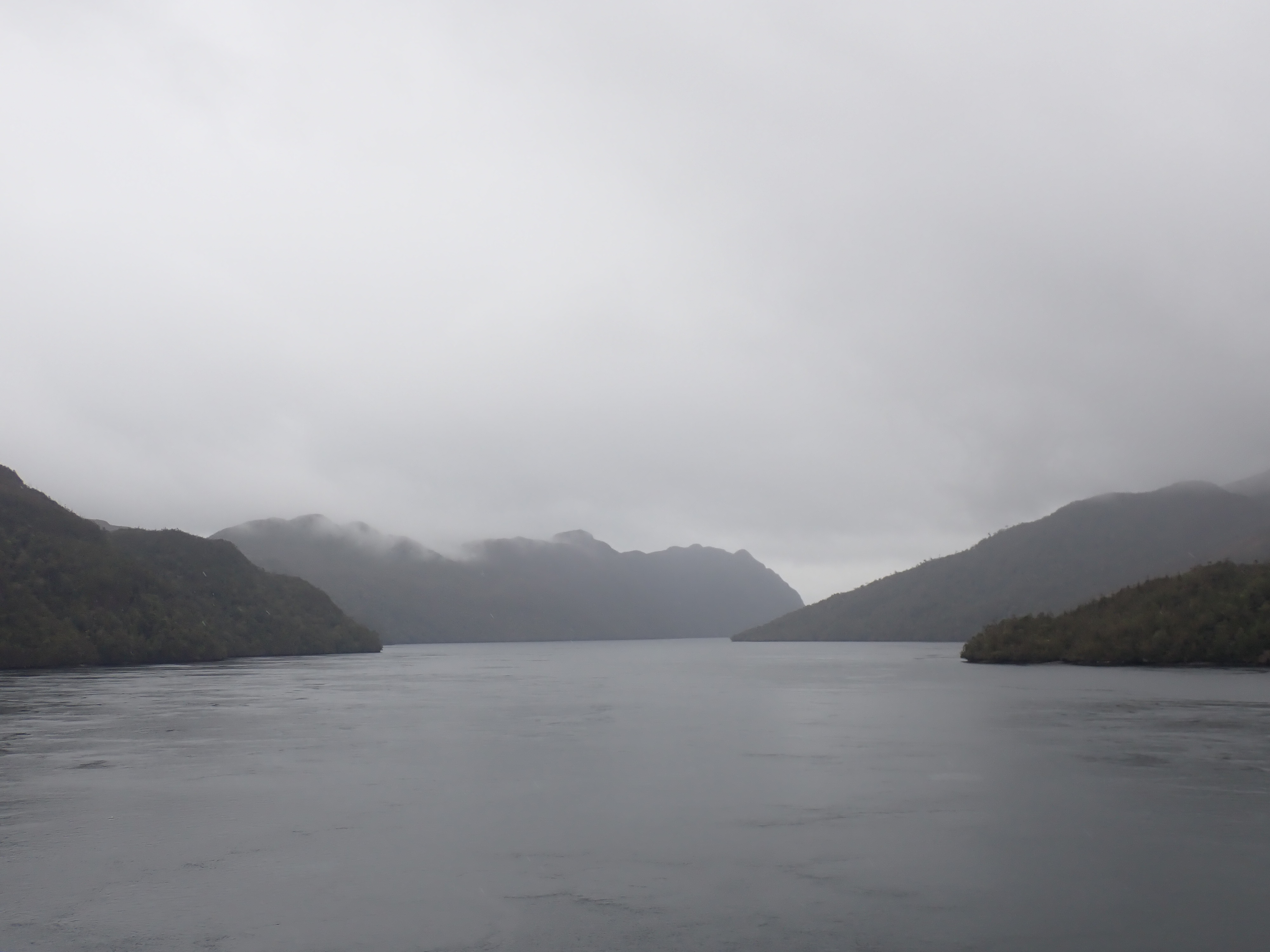
Durchfahrt durch den Canal Pulluche, 2023

Südlich des Archipels auf der Halbinsel Taitao liegt der Nationalpark Laguna San Rafael. Dort wie auch im Süden des Chonos-Archipels am Übergang zur Halbinsel Taitao befinden sich große Gletscher. Diese werden oft von Puerto Aysén bzw. Puerto Chacabuco aus mit Kleinflugzeugen und Ausflugsbooten besucht. Die Mitte des Chonos-Archipels bildet das Naturschutzreservat Las Guaitecas. Die bekannteste und sowohl verkehrstechnisch wie touristisch attraktivste Passage durch das Zentrum des Archipels ist die etwas mehr als 30 Seemeilen lange Route durch den Darwin-Kanal, die auf der Pazifikseite in der Darwin-Bucht zwischen der Isla Isquiliac und der Isla Garrido beginnt und durch ruhige, auch für größere Fahrzeuge schiffbare fjordartige Gewässer zum Moraleda-Kanal führt. Die Straße wird auch von Kreuzfahrtschiffen besucht. Der Ausgang auf der Festlandseite befindet sich nördlich der Isla Luz. Das Fahrwasser der Passage ist mit insgesamt zehn Leitfeuern markiert. Weiter nördlich verläuft der etwas breitere Ninualac-Kanal zwischen der Isla James und der Isla Melchor, der den Moraleda-Kanal an seiner breitesten Stelle gegenüber der Inselgruppe Las Huichas trifft, auf deren Hauptinsel Puerto Aguirre liegt.
Westlich des Archipels im Pazifik liegt die Insel Guamblín, auf der sich der Nationalpark Isla Guamblín befindet. Diese am weitesten außerhalb gelegene Insel des Archipels ist rund 130 Kilometer von Puerto Aguirre entfernt. Der Nationalpark, der die gesamte Insel umfasst, ist etwa 106 km² groß. Hier können oft Blauwale beobachtet werden.
Östlich des Archipels und bereits jenseits des Moraleda-Kanals befindet sich im nördlichen Bereich etwa auf gleicher Höhe die große Isla Magdalena mit dem für seine Pinguinkolonien berühmten Nationalpark Isla Magdalena.

## Bewohner
Größtenteils ist der Chonos-Archipel unbewohnt, wird aber im Sommer von Holzsuchern und Fischern aus Chiloé aufgesucht. Der einzige permanent bewohnte Teil des Archipels ist die administrativ eigenständige Gemeinde Guaitecas mit 1.741 Einwohnern auf der gleichnamigen Inselgruppe im Norden des Archipels. Hauptort ist Melinka auf der Isla Ascensión, das ebenso wie Puerto Aguirre einen kleinen Flugplatz und eine Krankenstation besitzt. Ein größerer unbewohnter Streifen des Archipels südlich der Guaitecas-Inseln, der auch die Insel Guamblín einschließt, gehört ebenso wie die Magdaleneninsel zur Gemeinde Cisnes. Die Insel Las Huichas mit dem Hauptort Puerto Aguirre, die zusammen mit der Südhälfte des Chonos-Archipels und der Taitao-Halbinsel zur Gemeinde Aysén gehört, hat etwa 1.850 Einwohner (Schätzung des Statistikamtes aus 2012). Die Wirtschaftsweisen und das Leben der Bewohner dieser sehr abgeschiedenen Inseln hat sich in den vergangenen Jahrzehnten durch die in Südchile expandierende Lachszuchtindustrie stark verändert.